# Phyllis Dillon
Phyllis Dillon (ur. 1945, zm. 15 kwietnia 2004 w Nowym Jorku) – wokalistka jamajska.
Początkowo śpiewała w zespołach szkolnych i kościelnych, następnie z grupą "Vulcans". W 1965 nawiązała współpracę z producentem Dukiem Reidem, który usłyszał jej występ w klubie Glass Bucket w Kingston. Pierwszą piosenką nagraną we współpracy z Reidem była Don't Stay Away (1966).
Nagrała wiele piosenek w duetach - z Altonem Ellisem Right Track, Remember That Sunday; z Hopetonem Lewisem Walk Through This World With Me, Love Was All We Had; z Borisem Gardinerem. Najbardziej znane utwory solowe - Perfidia, Rock Steady, One Life To Live, Don't Touch Me Tomato, Nice Time, We Belong Together - przyniosły jej miano "Queen of Rock Steady".
W 1967 opuściła Jamajkę i zamieszkała w Nowym Jorku; podjęła pracę w banku i nie występowała przez wiele lat. Sporadyczne występy miały miejsce w latach 90. XX w.
W 2000 ukazał się album przeglądowy Midnight Confessions: Classic Rock Steady & Reggae 1967-71.